# Собор Святого Патрика (Нью-Йорк)
Собор Святого Патрика (англ. St. Patrick's Cathedral) — католицький храм у Нью-Йорку, видатна пам'ятка неоготики. Собор внесено до реєстру національних історичних пам'яток США. Це найбільший, побудований у неоготичному стилі, католицький храм США. Собор Святого Патрика є кафедральним собором архиєпархії Нью-Йорка. Собор розташований на перехресті 50-ї вулиці і П'ятої авеню.

## Історія
Земельну ділянку, на якій розташований собор, 6 березня 1810 купили за $ 11 000 єзуїти, щоб побудувати школу для католицьких дітей. Школу побудувати не вдалося, і в 1813 році земля була перепродана для спорудження житла монахам-августинцям, які втекли до Америки, тому що у Франції їх переслідували. Після падіння Наполеона в 1814 році ці монахи повернулися до Франції і передали землю єпархії Нью-Йорка.
19 липня 1850 року єпархію очолив єпископ Джон Джозеф Г'юз який оголосив про свій намір побудувати новий собор, що мав би замінити старий собор Св. Патрика, розташований на перетині Мотт-стріт і Малбері-стріт. Старий собор був пошкоджений пожежею в 1866 році і відновлений в 1868 році. Він як і раніше є парафіяльним храмом, найстарішим католицьким храмом у Нью-Йорку, в якому, зокрема, похований Лоренцо да Понте.
Перший камінь у фундамент нового собору закладений 15 серпня 1858 р. Будівництво почалося 1858 року, але було під час Громадянської війни в США перервано і відновлено в 1865 році. Собор був завершений в 1878 році і 25 травня 1879 архієпископом Джоном Кардинал Макклоскі був освячений.
Величезні розміри собору домінували над центром міста, хоча сам собор і був розташованим поза тодішнім містом. Будинок архієпископа та священиків був побудований з 1882 по 1884 рр., як і школа, котра вже не існує сьогодні, відкрита в 1882 році. Вежі на західному фронтоні були додані з 1885 по 1888 роки. В 1901 почалося будівництво кількох удосконалень, включаючи каплицю Діви Марії, яка була розроблена Чарльзом Т. Метьюзом. Собор був відремонтований в 1927—1931 роках, тоді був встановлений сучасний великий орган і було розширене святилище храму.

## Архітектура
- Собор був побудований із білого мармуру, який добували в Нью-Йорку і Массачусетсі. Будівля має 123 метри (405 футів) в довжину і 53 метри (174 футів) в ширину і може вмістити близько 2400 осіб[4] Шпилі сягають 101 метра (330 футів) над рівнем вулиці.
- Вікна були розроблені художниками з Шартра, Бірмінгема (Англія) і Бостона (штат Массачусетс). Велике вікно-троянда є однією з головних робіт Чарльза Конника
- Вівтарі арх. Михаїла і св. Луїса були розроблені фахівцями Tiffany & Co., вівтар св. Єлизавети Паолом Медічі в Римі.
- Хресна дорога з храму в 1893 році отримала художню нагороду на Чиказькій всесвітній виставці
- Бюст Папи Іван Павло II знаходиться в задній частині собору, на честь його візиту в 1978 році.
- Кардинал Френсіс Спеллман[en] зробив капітальний ремонт святилища наприкінці 1930-х і початку 1940-х років. Бронзовий балдахін у святилище є частиною цієї роботи і вівтар, який був там, був вилучений і замінений. Оригінальний вівтар Святого Патрика зараз знаходиться в храмі Фордхемського університету в Роуз Хілл у Бронксі, Нью-Йорк, альма-матер Спеллмана.
- У 1980-х кардинал Джон О'Коннор[en] дозволив виконати ремонтні роботи за свій рахунок; найцікавішим є будівництво нового кам'яного вівтаря в середині святилища. Він був побудований із частин одного з видалених бічних вівтарів для того аби змінити купол у північного трансепта.

## Орган

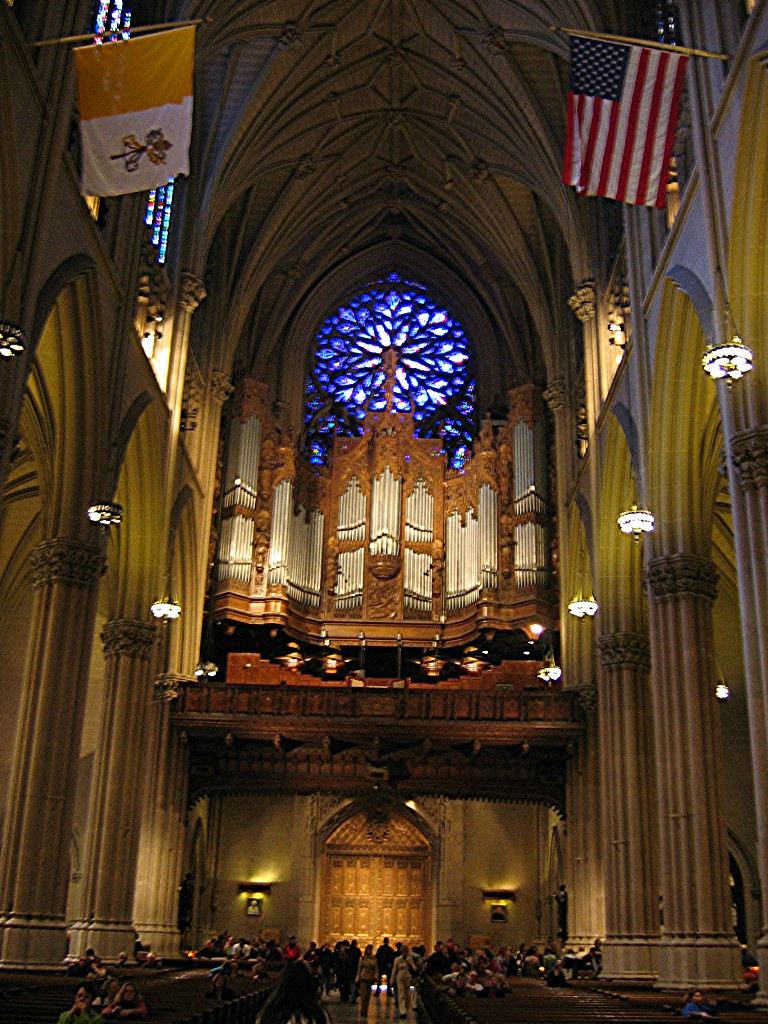
Великий орган

Собор Св. Патрика має два органи: орган галереї (Gallery Organ) між вікном-трояндою та трифорієм, біля південного трансепту, і вівтарний орган у північному деамбулаторії. Вся система органів складається з 12 підрозділів, в цілому 9838 труб і 177 регістрів. Обидва органи можуть звучати як індивідуально, так і разом. Перші органи були побудовані в 1879 році чи 1880 році. Великий із чотирма підрозділами та 51 регістром, а малий із двома підрозділами та 20 регістрами.

## Поховання
- Джон Джозеф О'Коннор (*1920 — †2000) — капелан армії США.

## Зображення

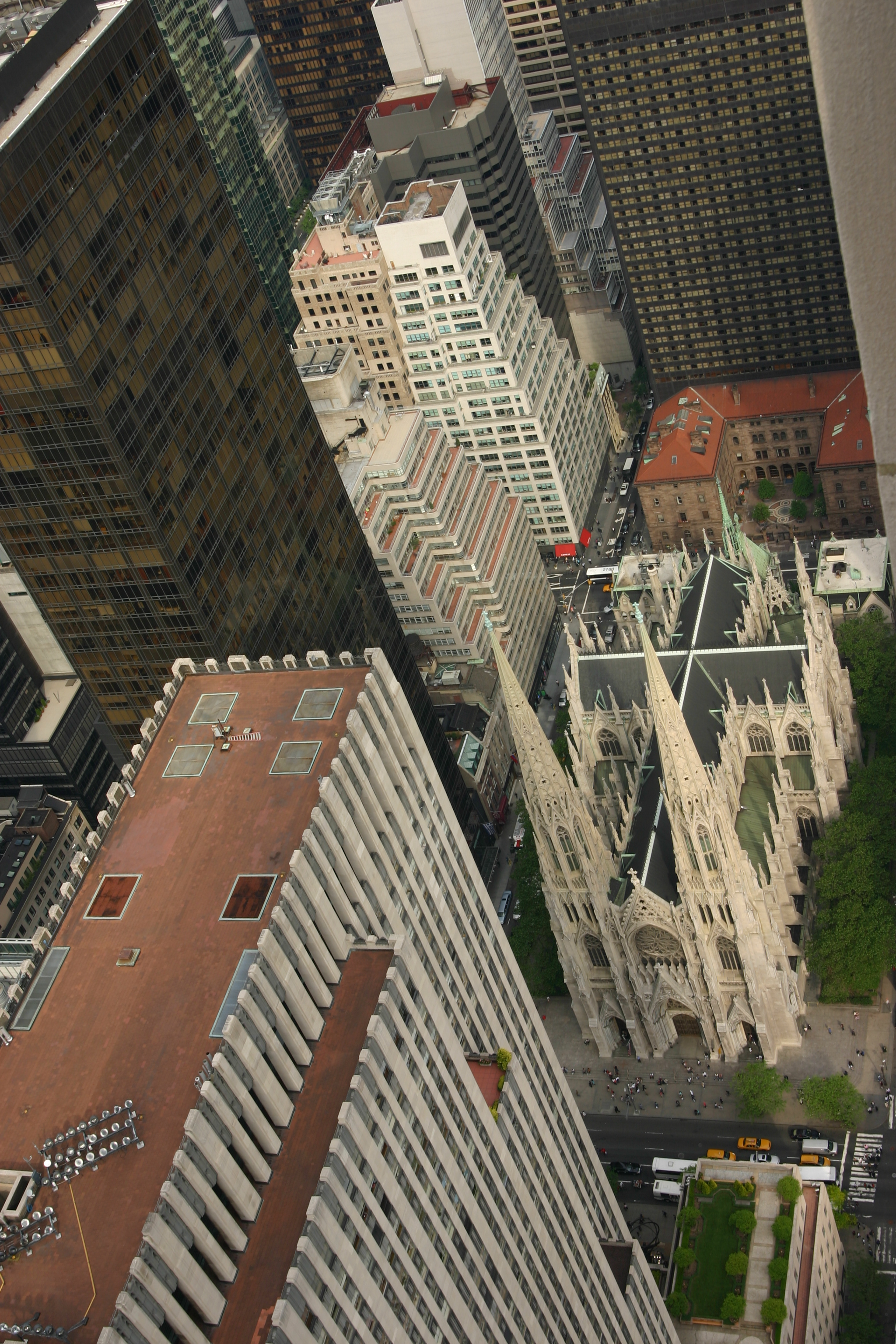
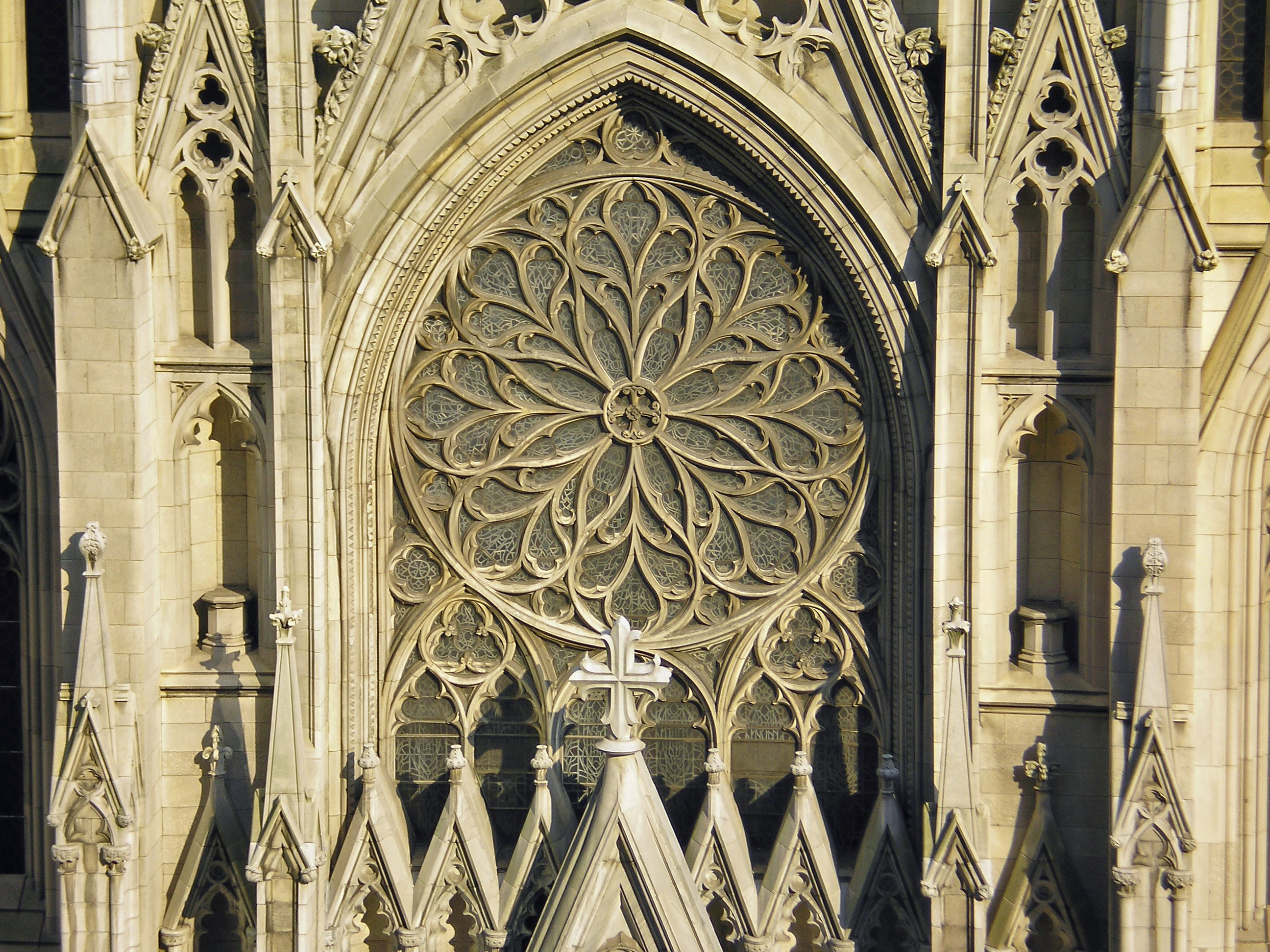
Фасад і розетка на західному фасаді
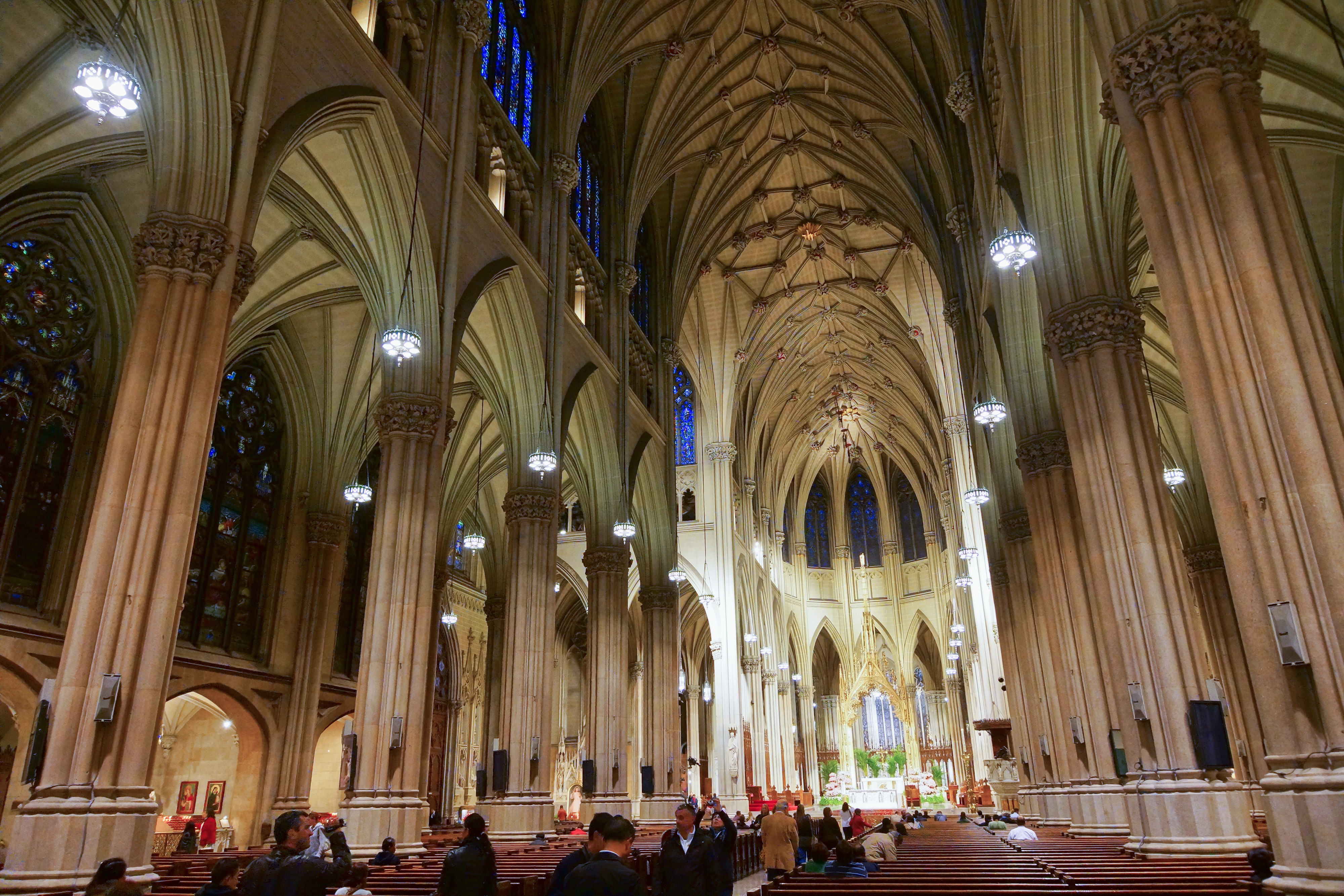
Інтер'єр
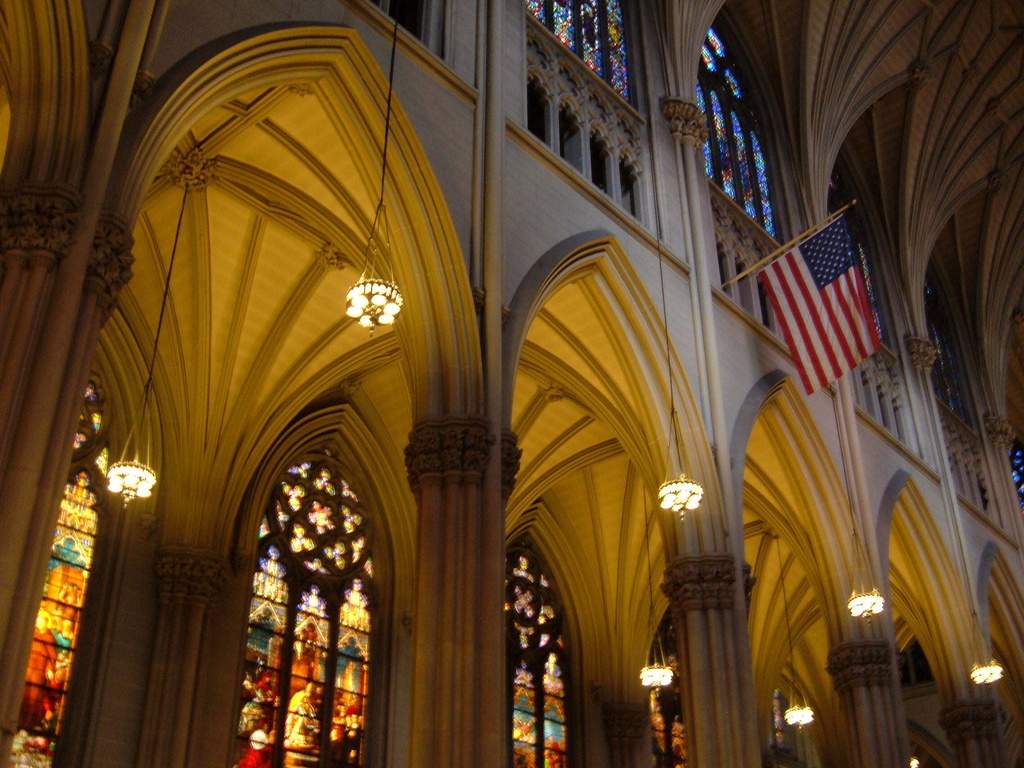
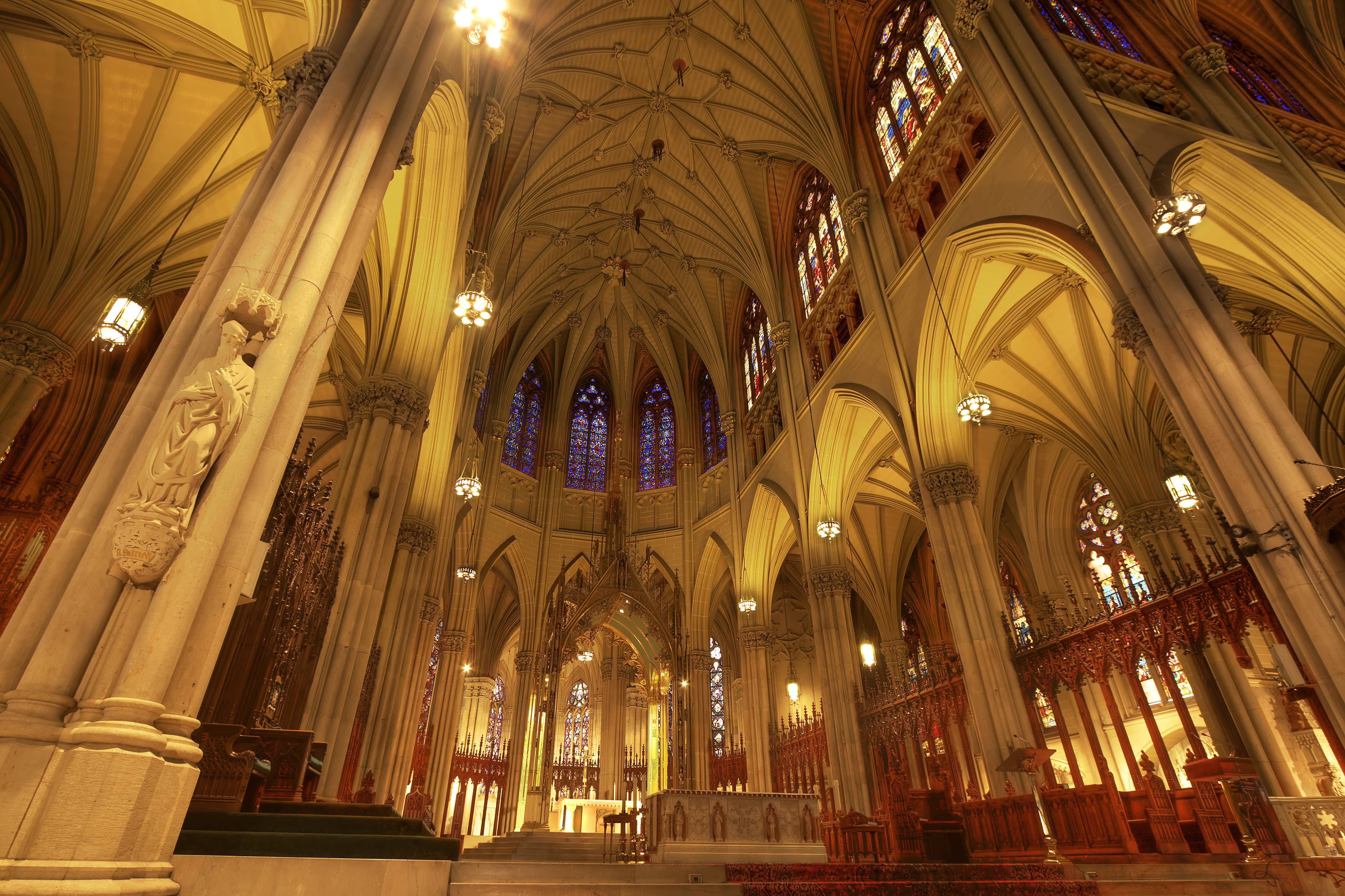
destra